# FINA Water Polo World Cup 2010 (maschile)
La Coppa del Mondo maschile di pallanuoto 2010 è stata la 14ª edizione della manifestazione che viene organizzata ogni quattro anni dalla FINA. Per la prima volta da quando è stata istituita nel 1979 non sono state invitate le 8 squadre migliori del precedente campionato mondiale del 2009, bensì le migliori 3 e la migliore di ciascuno dei 5 continenti.
La Serbia, battendo in finale la Croazia, ha conquistato il trofeo per la prima volta da nazione indipendente, dopo le due affermazioni della Jugoslavia e quella ottenuta dalla federazione serbo-montenegrina nella precedente edizione.

Le prime cinque classificate hanno conquistato la qualificazione ai Mondiali 2011.

## Squadre partecipanti
Il posto riservato alla migliore d''Europa, è stato destinato alla Romania in qualità di paese ospitante. In seguito a la mancanza di una squadra rappresentativa per l'Africa, in primis per il rifiuto della nazionale Sud Africana comme migliore del continente in grado di portare un certo livello minimo di gioco (anche grazie a delle strutture sportacquatiche, che altre nazioni ovviamente non hanno) e poi per l'ovvio disinteresse da parte degli altri Paesi africani, la FINA ha invitato l'Iran per colmare il posto vacante e per promuovere la pallanuoto, in un paese dove comunque c'è un movimento in crescita.
- Serbia (Vincitrice del mondiale 2009)
- Spagna (Finalista nel mondiale 2009)
- Croazia (3ª nel mondiale 2009)
- Australia (Migliore squadra oceanica)
- Cina (Miglior squadra asiatica)
- Iran (Wild Card)
- Romania ( Nazione ospitante in rappresentanza per l'Europa)
- Stati Uniti (Miglior squadra Americana)

## Formula
Le 8 squadre partecipanti vengono suddivise in due gironi da quattro squadre ciascuno. Ciascuna squadra affronta le altre tre incluse nel proprio girone una sola volta, per un totale di tre partite per ciascuna squadra. Alla fine di tale fase le squadre si incrociano nei Quarti ad eliminazione diretta a seconda del piazzamento nei gironi.

## Turno preliminare

### Gruppo A
|   | Squadra   | Pts | G | V | N | P | GF | GS | DR  |
| - | --------- | --- | - | - | - | - | -- | -- | --- |
| 1 | Spagna    | 9   | 3 | 3 | 0 | 0 | 49 | 16 | +33 |
| 2 | Romania   | 6   | 3 | 2 | 0 | 1 | 45 | 24 | +21 |
| 3 | Australia | 3   | 3 | 1 | 0 | 2 | 42 | 24 | +18 |
| 4 | Iran      | 0   | 3 | 0 | 0 | 3 | 6  | 78 | -72 |

27 luglio
| Australia | 7 - 9  | Spagna  |
| Iran      | 1 - 26 | Romania |

28 luglio
| Australia | 9 - 11 | Romania |
| Iran      | 1 - 26 | Spagna  |

29 luglio
| Iran    | 4 - 26 | Australia |
| Romania | 8 - 14 | Spagna    |

### Gruppo B
|   | Squadra     | Pts | G | V | N | P | GF | GS | DR  |
| - | ----------- | --- | - | - | - | - | -- | -- | --- |
| 1 | Croazia     | 9   | 3 | 3 | 0 | 0 | 33 | 19 | +14 |
| 2 | Serbia      | 6   | 3 | 2 | 0 | 1 | 40 | 27 | +13 |
| 3 | Stati Uniti | 3   | 3 | 1 | 0 | 2 | 26 | 32 | -6  |
| 4 | Cina        | 0   | 3 | 0 | 0 | 3 | 18 | 39 | -21 |

27 luglio
| Croazia     | 10 - 8 | Serbia |
| Stati Uniti | 10 - 6 | Cina   |

28 luglio
| Croazia     | 14 - 4 | Cina   |
| Stati Uniti | 9 - 17 | Serbia |

29 luglio
| Stati Uniti | 7 - 9  | Croazia |
| Cina        | 8 - 15 | Serbia  |

## Fase finale

### Tabellone
|  | Quarti di finale | Quarti di finale |         |             | Semifinali                | Semifinali                |  |  | Finale | Finale |
|  |                  |                  |         |             |                           |                           |  |  |        |        |
|  |                  |                  |         |             |                           |                           |  |  |        |        |
|  |                  |                  |         |             |                           |                           |  |  |        |        |
|  | Spagna           | 11               |         |             |                           |                           |  |  |        |        |
|  | Spagna           | 11               |         |             |                           |                           |  |  |        |        |
|  | Cina             | 5                |         |             |                           |                           |  |  |        |        |
|  | Cina             | 5                | Spagna  | 10          |                           |                           |  |  |        |        |
|  |                  |                  | Spagna  | 10          |                           |                           |  |  |        |        |
|  |                  | Serbia           | 12      |             |                           |                           |  |  |        |        |
|  | Serbia           | Serbia           | 12      | 12          |                           |                           |  |  |        |        |
|  | Serbia           |                  |         | 12          |                           |                           |  |  |        |        |
|  | Australia        | 9                |         |             |                           |                           |  |  |        |        |
|  | Australia        | 9                | Serbia  | 13          |                           |                           |  |  |        |        |
|  |                  |                  | Serbia  | 13          |                           |                           |  |  |        |        |
|  |                  | Croazia          | 7       |             |                           |                           |  |  |        |        |
|  | Croazia          | Croazia          | 7       | 23          |                           |                           |  |  |        |        |
|  | Croazia          |                  |         | 23          |                           |                           |  |  |        |        |
|  | Iran             | 2                |         |             |                           |                           |  |  |        |        |
|  | Iran             | 2                | Croazia | 11          | Finale per il terzo posto | Finale per il terzo posto |  |  |        |        |
|  |                  |                  | Croazia | 11          | Finale per il terzo posto | Finale per il terzo posto |  |  |        |        |
|  |                  | Stati Uniti      | 9       |             |                           |                           |  |  |        |        |
|  | Romania          | Stati Uniti      | 9       | 12          | Spagna                    | 12                        |  |  |        |        |
|  | Romania          |                  |         | 12          | Spagna                    | 12                        |  |  |        |        |
|  | Stati Uniti      | 14               |         | Stati Uniti | 8                         |                           |  |  |        |        |
|  | Stati Uniti      | 14               |         |             | 8                         |                           |  |  |        |        |
|  |                  |                  |         |             |                           |                           |  |  |        |        |
|  |                  |                  |         |             |                           |                           |  |  |        |        |

### Quarti di finale
| Arbitri: | Alexandrescu (ROU) Cabral (BRA) |

|           |           |                   |
| 3 Aleksić | Marcatori | 2 Younger, Howden |

| Arbitri: | Moliner (ESP) Shaydakov (RUS) |

|           |           |                           |
| 4 Negrean | Marcatori | 3 Azevedo, Bailey, Hutten |

| Arbitri: | Hafezi (IRI) Hart (AUS) |

|                                   |           |                              |
| 2 Molina, Español, Valles, Garcia | Marcatori | 1 Tan, Liang, Pan, Wang, Han |

| Arbitri: | Jianguo (CHN) Koganov (AZE) |

|                   |           |                     |
| 4 Sukno, Bošković | Marcatori | 1 Mirmehdi, Soltani |

### Semifinali
| Arbitri: | Alexandrescu (ROU) Hart (AUS) |

|            |           |                   |
| 4 Bošković | Marcatori | 3 Azevedo, Balley |

| Arbitri: | Koganov (AZE) Cabral (BRA) |

|          |           |              |
| 2 Powers | Marcatori | 4 Prlainović |

#### 5º-8º posto
| Arbitri: | Goldenberg (USA) Hafezi (IRI) |

|       |           |                               |
| 2 Pan | Marcatori | 2 Campbell, Younger, McGregor |

| Arbitri: | Stampalija (CRO) Ciric (SRB) |

|                             |           |           |
| 2 Mardani, Mirmehdi, Jafari | Marcatori | 6 Negrean |

### Finali

#### 7º posto
| Arbitri: | Cabral (BRA) Ciric (SRB) |

|            |           |                      |
| 4 Junliang | Marcatori | 2 Karami, Pirouzkhah |

#### 5º posto
| Arbitri: | Moliner (ESP) Stampalija (CRO) |

|            |           |         |
| 3 McGregor | Marcatori | 3 Iosep |

#### 3º posto
| Arbitri: | Hart (AUS) Alexandrescu (ROU) |

|          |           |          |
| 4 Garcia | Marcatori | 2 Powers |

#### 1º posto
| Arbitri: | Goldenberg (USA) Koganov (AZE) |

|                              |           |         |
| 3 Gočić, Udovičić, Filipović | Marcatori | 3 Sukno |

## Classifica Finale
| Pos. | Squadra     |
| ---- | ----------- |
|      | Serbia      |
|      | Croazia     |
|      | Spagna      |
| 4    | Stati Uniti |
| 5    | Romania     |
| 6    | Australia   |
| 7    | Cina        |
| 8    | Iran        |

## Classifica marcatori
|  | Gol | Marcatore        | Squadra     |
|  | --- | ---------------- | ----------- |
|  | 17  | Sandro Sukno     | Croazia     |
|  | 16  | Javier García    | Spagna      |
|  |     | Tiberiu Negrean  | Romania     |
|  |     | Vanja Udovičić   | Serbia      |
|  | 13  | Miho Bošković    | Croazia     |
|  |     | Andrei Iosep     | Romania     |
|  |     | Sam McGregor     | Australia   |
|  | 12  | Ryan Bailey      | Stati Uniti |
|  |     | Albert Español   | Spagna      |
|  |     | Filip Filipović  | Serbia      |
|  |     | Ramiro Georgescu | Romania     |

### Riconoscimenti
- Miglior marcatore: Sandro Sukno,
- Miglior portiere: Slobodan Soro,
- Miglior giocatore: Vanja Udovičić,

## Fonti
- (EN) Risultati su Fina.org, su fina.org (archiviato dall'url originale il 2 agosto 2012).